# Beka Tsiklauri

a Compétitions nationales et continentales officielles uniquement.

b Matchs officiels uniquement.
Dernière mise à jour le 2 octobre 2015.
Beka Tsiklauri (en géorgien : ბექა წიკლაური et phonétiquement en français : Béka Tsiklaouri), né le 9 février 1989 à Tbilissi, est un joueur de rugby à XV géorgien. Il joue en équipe de Géorgie et évolue au poste d'arrière au sein de l'effectif du RC Locomotive Tbilissi.

## Carrière en équipe nationale
Beka Tsiklauri a honoré sa première cape internationale en équipe de Géorgie le 20 juin 2008 contre l'équipe d'Italie.
Il a un total de dix-neuf sélections en équipe de Géorgie depuis 2008 avant d'être retenu pour disputer la Coupe du monde de rugby à XV 2015 ; il est titularisé à une reprise (Nouvelle-Zélande) et inscrit un essai.